# Isabelle Rimbaud
Pour les articles homonymes, voir Rimbaud (homonymie).
Frédérique Marie Isabelle Rimbaud née le 1er juin 1860 à Charleville et morte le 20 juin 1917 à Neuilly-sur-Seine est une écrivaine française.
Elle est la sœur cadette d’Arthur Rimbaud et l'épouse de Pierre Dufour (1855-1922), artiste connu sous le pseudonyme de Paterne Berrichon. Elle a été la légataire universelle d'Arthur Rimbaud.

## Biographie
Isabelle Rimbaud est la fille de Frédéric Rimbaud et de Marie Catherine Vitalie Cuif. Peu après la naissance de sa fille, Frédéric Rimbaud quitte le domicile conjugal en laissant son épouse avec quatre enfants en bas âge. En effet, Frédéric a sept ans, Arthur six, Vitalie deux et Isabelle, huit mois.
Isabelle, comme le reste de la fratrie, grandit sous le joug d'une mère autoritaire et conservatrice qui lui inculque des principes stricts fondés sur la morale chrétienne.
Parmi les correspondances connues de Rimbaud, plusieurs sont échangées avec sa sœur Isabelle. Quand Arthur Rimbaud revient à Marseille le 23 août 1891, Isabelle l'accompagne. Dans ses lettres à sa mère, elle relate les dernières semaines de Rimbaud. Elle écrit la dernière lettre de son frère le 9 novembre 1891 et recueille ses dernières paroles le lendemain « avant le soleil de midi ». Elle est témoin de ses grandes souffrances et assiste à son agonie pendant la nuit du 9 au 10 novembre 1891.
Dans une lettre à sa mère, elle disait de son frère mourant : « Ce n’est plus un pauvre réprouvé qui va mourir près de moi. C’est un juste, un saint, un martyr, un élu. »
Isabelle Rimbaud n’apprend qu’à la mort de son frère qu’il a écrit des poèmes : « Sans les avoir jamais lues, je connaissais ses œuvres. »
Elle serait la dernière personne à avoir dessiné son frère mourant.
Elle se marie en 1897 avec Paterne Berrichon. Tous deux se voudront les gardiens de la mémoire du poète. Elle meurt à 57 ans des suites d'une intervention chirurgicale de l'abdomen, le 20 juin 1917, à Neuilly-sur-Seine.
En 2017, le musée Rimbaud de Charleville-Mézières dédie une exposition temporaire à Isabelle Rimbaud et à son rôle dans la perpétuation de la mémoire de son frère : « Isabelle Rimbaud, de l'ombre à la lumière ».
En 2022, un portrait d'Arthur Rimbaud jouant de la harpe et dessiné par Isabelle est retrouvé chez un libraire parisien. Il s'agit d'un croquis réalisé au crayon et datant de 1893 (deux ans après la mort d'Arthur). Pour réaliser ce dessin, Isabelle aurait décalqué une gravure pour en modifier le visage. Ce portrait était connu des spécialistes (il figurait dans un catalogue de 1931), mais il avait disparu. La commune de Charleville-Mézières a ainsi lancé un appel aux dons afin d'acquérir le portrait.

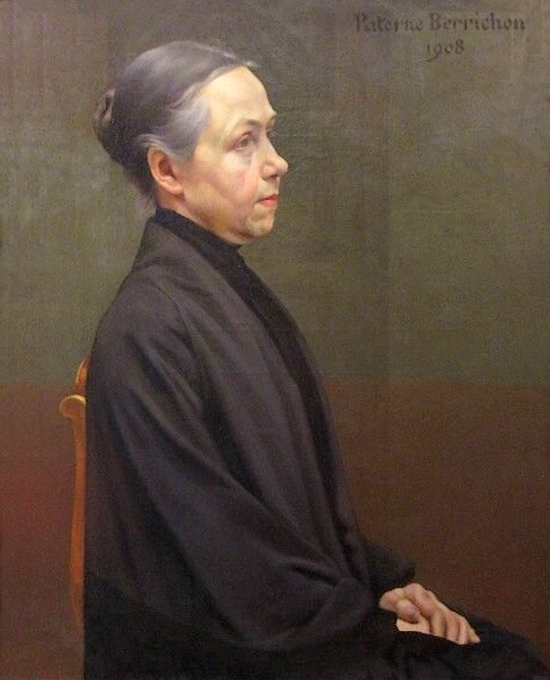
Paterne Berrichon, Portrait d'Isabelle Rimbaud (1908), Issoudun, musée de l'Hospice Saint-Roch.
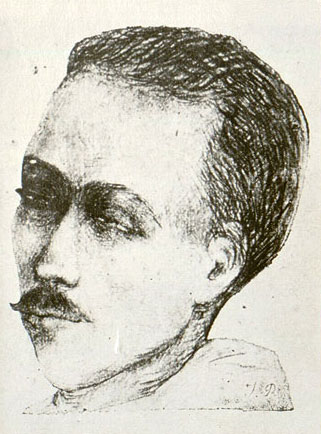
Isabelle Rimbaud, Arthur Rimbaud mourant (1891), dessin, localisation inconnue.

## Publications
- Reliques (Rimbaud mourant, Mon frère Arthur, Le Dernier voyage de Rimbaud, Rimbaud catholique), Paris, Mercure de France, 1921, 215 p.
- Rimbaud mourant, éd. Manucius, coll. « Littéra », 2009, 130 p.  (ISBN 978-2-84578-104-7).
- Mon frère Arthur, Paris : C. Bloch, 1920, 61 p.  ; puis Paris, Mazeto Square, coll. « Ab initio », 2015, 24 p.  (ISBN 978-2-919229-05-5).
- Dans le remous de la bataille : Charleroi et la Marne, Reims, Paris : M. Imhaus et R. Chapelot, 1917, 261 p. .